# Paz Vega
Paz Vega (Sevilla, 1976. január 2. –) Goya-díjas spanyol színésznő.

## Élete

### Fiatalkora
Édesanyja háztartásbeli, édesapja bikaviador volt, konzervatív katolikus családban nőtt fel. Húga flamencotáncos. Tizenhat évesen fellépett Federico García Lorca Bernarda Alba háza című drámájában. Ezt követően döntött úgy, hogy színésznő lesz. A középiskola befejezése után két évig a Centro Andaluz de Teatro színpadi iskolába járt, majd újabb két évig újságírást tanult. Ezután Madridba költözött, hogy megkezdje színészi pályáját.

### Pályafutása
1997-ben játszott először a Menudo es mi padre című televíziós sorozatban. Hat epizódon át alakította Olgát. A Más que amigos című sorozatban már 28 részben szerepelt. Több kisebb szerep után 2001-ben Julio Medem rábízta a főszerepet A szex és Lucia című romantikus drámában, ekkor ismerte meg a nagyközönség. Ezután egyre-másra kapta a főszerepeket olyan filmekben, mint például az Enyém vagy, a Vágyastársak, A Novo vagy a 2003-ban készült Carmen. 2004-ben elvállalta Flor, a házvezetőnő szerepét a Spangol - Magamat sem értem című romantikus vígjátékban Adam Sandler és Téa Leoni mellett. Morgan Freeman partnere volt a 2006-os Szerepszemle című vígjátékban.
Láthattuk még a Nem feledve című thrillerben Amaya szerepében, Az igazság nyomában (2009) című filmben Elena Moralesként, John Stockwell Mint macska az egérrel című akcióvígjátékában pedig Catalina Rona alakját formálta meg. A Názáreti Mária című tévéfilmben Mária Magdolna szerepében láthattuk viszont, majd Gyönyörű és agyafúrt volt mint Narcy, a 2015-ös krimiben Rob Lowe és Candice Bergen mellett. 2016–17-ben ő volt Luisa Salinas a La Hermandad című sorozatban. A Rambo V. – Utolsó vér című akciófilmben pedig ő Carmen Delgado, Rambo partnere (Sylvester Stallone).

### Magánélete
2002-ben házasodtak össze Orson Salazarral. Három gyermekük született: Orson 2007-ben, Ava 2009-ben és Lenon 2010-ben.

## Filmográfia

### Film
| Év   | Magyar cím                                   | Eredeti cím                                          | Szerep               | Magyar hang    |
| ---- | -------------------------------------------- | ---------------------------------------------------- | -------------------- | -------------- |
| 1998 |                                              | Perdón, perdón (rövidfilm)                           | María                |                |
| 1999 |                                              | Zapping                                              | Elvira               |                |
| 1999 | Majd túlélem                                 | Sobreviviré                                          | Azafata              |                |
| 1999 | Senki sem ismer senkit                       | Nadie conoce a nadie                                 | Ariadna              |                |
| 2001 | A szex és Lucia                              | Lucía y el sexo                                      | Lucía                | Németh Borbála |
| 2001 | Enyém vagy!                                  | Sólo mía                                             | Ángela               | Németh Borbála |
| 2002 | Beszélj hozzá                                | Hable con ella                                       | Amparo               |                |
| 2002 | Vágyastársak                                 | El otro lado de la cama                              | Sonia                | Götz Anna      |
| 2002 | Novo                                         | Novo                                                 | Isabelle             |                |
| 2003 |                                              | Carmen                                               | Carmen               |                |
| 2004 | Mondj igent!                                 | Di que sí                                            | Estrella Cuevas      | Németh Borbála |
| 2004 | Spangol – Magamat sem értem!                 | Spanglish                                            | Flor                 | Németh Kriszta |
| 2006 | Szerepszemle                                 | 10 Items or Less                                     | Scarlet              | Huszárik Kata  |
| 2006 | A véres dinasztia: A Borgia-család története | Los Borgia                                           | Caterina Sforza      |                |
| 2006 | A sötétség ideje                             | Fade to Black                                        | Lea Padovani         | Huszárik Kata  |
| 2007 | Pacsirtavár                                  | La masseria delle allodole                           | Nunik                | Ónodi Eszter   |
| 2007 |                                              | Teresa, el cuerpo de Cristo                          | Ávilai Szent Teréz   |                |
| 2008 | Magánalku                                    | The Human Contract                                   | Michael              | Németh Kriszta |
| 2008 | Spirit – A sikító város                      | The Spirit                                           | Párizs Flastroma     |                |
| 2009 | Nem feledve                                  | Not Forgotten                                        | Amaya                |                |
| 2009 | Apám hat neje                                | The Six Wives of Henry Lefay                         | Verónica             |                |
| 2009 | Az igazság nyomában                          | Triage                                               | Elena Morales        | Pálfi Kata     |
| 2010 |                                              | Burning Palms                                        | Blanca Juárez        |                |
| 2010 |                                              | Vallanzasca - Gli angeli del male                    | Antonella D'Agostino |                |
| 2011 | Mint macska az egérrel                       | Cat Run                                              | Catalina Rona        |                |
| 2012 | Madagaszkár 3.                               | Madagascar 3: Europe's Most Wanted                   | Kanca (hangja)       | Kokas Piroska  |
| 2012 | Madagaszkár 3.                               | Madagascar 3: Europe's Most Wanted                   | Kanca (hangja)       | Ősi Ildikó     |
| 2013 | Szeretők, utazók                             | Los amantes pasajeros                                | Alba                 |                |
| 2013 |                                              | Espectro                                             | Marta                |                |
| 2014 | Grace – Monaco csillaga                      | Grace of Monaco                                      | Maria Callas         | Németh Borbála |
| 2014 | A Zarándok – Paulo Coelho legjobb története  | Não Pare na Pista: A Melhor História de Paulo Coelho | Luiza                |                |
| 2014 | Jobb, ha hallgatsz                           | Kill the Messenger                                   | Coral Baca           | Solecki Janka  |
| 2014 |                                              | La ignorancia de la sangre                           | Consuelo             |                |
| 2015 | Minden út Rómába vezet                       | All Roads Lead to Rome                               | Giulia Carni         |                |
| 2016 |                                              | La vida inmoral de la pareja ideal                   | Loles                |                |
| 2017 | Néma bosszú                                  | Acts of Vengeance                                    | Alma                 |                |
| 2018 |                                              | The Bra                                              | Daria                |                |
| 2019 |                                              | ¡Ay, mi madre!                                       | Pili                 |                |
| 2019 | Rambo V. – Utolsó vér                        | Rambo: Last Blood                                    | Carmen Delgado       | Németh Borbála |
| 2020 |                                              | Chasing Wonders                                      | Adrianna             |                |
| 2021 |                                              | American Night                                       | Sarah Flores         |                |
| 2021 | A csigák háza                                | La casa del caracol                                  | Berta                |                |
| 2021 |                                              | El lodo                                              | Claudia              |                |
| 2021 |                                              | 13 Minutes                                           | Ana                  |                |
| 2022 |                                              | There Are No Saints                                  | Nadia                |                |
| 2022 |                                              | A Todo Tren 2: Sí, les ha pasado otra vez            | Clara                |                |
| 2023 |                                              | Double Soul                                          | Sofia                |                |

### Televízió
| Év        | Magyar cím            | Eredeti cím                      | Szerep                     | Megjegyzések                                             |
| --------- | --------------------- | -------------------------------- | -------------------------- | -------------------------------------------------------- |
| 1997      |                       | Menudo es mi padre               | Olga                       | 6 epizód                                                 |
| 1997–1998 |                       | Más que amigos                   | Olga                       | 28 epizód                                                |
| 1998      |                       | Compañeros                       | Luz                        | 17 epizód                                                |
| 1999      |                       | Shelly Fisher                    | Seidy Bender               | tévéfilm                                                 |
| 1999–2006 |                       | 7 vidas                          | Laura Arteagabeitia        | 60 epizód                                                |
| 2008      |                       | Lex                              | Rocío Janer                | 4 epizód                                                 |
| 2012      | Názáreti Mária        | Mary of Nazareth                 | Mária Magdolna             | - tévéfilm - magyar hangja: - Németh Kriszta             |
| 2015      | Gyönyörű és agyafúrt  | Beautiful & Twisted              | Narcy                      | - tévéfilm - magyar hangja: - Kisfalvi Krisztina         |
| 2015      | Rémálomgyár           | Big Time in Hollywood, FL        | Isabella Delgado           | - 4 epizód - magyar hangja: - Németh Kriszta             |
| 2016–2017 |                       | La Hermandad                     | Luisa Salinas              | főszereplő 1-3. évad (25 epizód)                         |
| 2016–2019 | Angyal?               | The OA                           | Renata                     | főszereplő 1-2. évad (7 epizód)                          |
| 2017      |                       | Perdóname, señor                 | Lucía Medina               | 8 epizód                                                 |
| 2018      |                       | Fugitiva                         | Magda                      | 9 epizód                                                 |
| 2018      |                       | Paquita Salas                    | önmaga                     | 1 epizód                                                 |
| 2018      |                       | El Continental                   | Belice                     | 5 epizód                                                 |
| 2019      |                       | Cuna de lobos                    | Catalina Creel de Larios   | főszereplő (25 epizód)                                   |
| 2020      | Aki a virágot szereti | La Casa de las Flores            | Carmelita anyja            | 1 epizód                                                 |
| 2020–2021 |                       | Mask Singer: Adivina quién canta | Catrina                    | nyertes (1. évad) 8 epizód                               |
| 2020–2021 | önmaga                | Mask Singer: Adivina quién canta | nyomozó (2. évad) 9 epizód |                                                          |
| 2023      | Kaleidoszkóp          | Kaleidoscope                     | Ava Mercer                 | - főszereplő - magyar hangja:[forrás?] - Szávai Viktória |